# 大卫·贾马尔科
大卫·贾马尔科美国音频工程师。他共获得过2次奥斯卡最佳音响效果奖提名。自1985年起，贾马尔科参与制作了70多部电影。

## 部分影视作品
- 决斗犹马镇 (2007)[1]
- 点球成金 (2011)[2]